# Cese
Cese (cessio) znamená postoupení, v soukromém právu postoupení pohledávky, v právu mezinárodním postoupení části státního území.

## Soukromé právo
Věřitel jako tzv. postupitel (cedent) může vždy svou pohledávku (či soubor pohledávek) vůči dlužníkovi postoupit jinému, tzv. postupníkovi (cesionáři), který se tak stane novým věřitelem dlužníka. Výjimkou jsou pohledávky, které zanikají nejpozději smrtí věřitele nebo jejichž obsah by se cesí změnil k tíži dlužníka, případně pokud by to zakazovala dohoda s dlužníkem. Bylo-li postoupení úplatné, ručí postupitel nejen za existenci pohledávky, ale i za její dobytnost k danému okamžiku. Cese nemusí být provedena písemnou smlouvou mezi postupitelem a postupníkem, také souhlas dlužníka se nevyžaduje, ale je třeba mu ji vždy oznámit (v opačném případě může stále plnit postupiteli).

## Mezinárodní právo
Část státního území lze postoupit mezinárodní smlouvu, kde se na tom státy vzájemně dohodnou a dané území přesně vymezí. Přechod sice nastane okamžikem, který určuje smlouva, původní suverén však na daném území stále vykonává svou státní moc až do okamžiku reálného odevzdání (tradice) novému suverénovi.
Tak tomu bylo např. v případě postoupení Podkarpatské Rusi (tehdy již nazývané Zakarpatská Ukrajina) Sovětskému svazu ze strany Československa v roce 1945.
Příkladem je také postoupení přístavu Port Arthur Ruskému impériu Čínskou republikou po prohrané čínsko-japonské válce v souvislosti se Šimonoseckou mírovou smlouvou, kterou 17. dubna 1895 mezi sebou podepsali Japonsko a Čína. Ruský car Mikuláš II. Alexandrovič využil oslabení Číny nejen k ovládnutí části Mandžuska, ale s podporou Francie (na základě spojenectví s Francií francouzsko-ruskou alianci z roku 1894, známé také jako Dvojí entita nebo Rusko-francouzské sblížení – dohod z let 1891 až 1894 trvajících do roku 1917) a Německa (německého císaře Viléma II. Pruského) k naplnění zájmu o Port Arthur, který by mohl sloužit jako dlouho hledaný ruský přístav bez ledu. V listopadu 1895 Japonsko – slabší rozvíjející se země, která ještě nebyla vnímána ani jako regionální mocnost – pod hrozbou války ze strany tří západních politických mocností stáhlo své nároky de iure na poloostrov Liaodong a vrátilo kontrolu nad územím za zvýšené válečné odškodnění (reparace) od Číny ve výši 30 milionů taelů.